# Hyakushō Kizoku
Hyakushō Kizoku (百姓貴族?  lit. El campesino noble), también conocida en Latinoamérica como Lady Vaca: Nobleza Campesina o Aristocracia Campesina (Anteriormente como La Nobleza del Campo), es una serie de manga autobiográfico japonés escrito e ilustrado por Hiromu Arakawa.
Se publicó por entregas en la revista de manga Un Poco de Shinshokan desde el 28 de diciembre de 2006 hasta el 28 de marzo de 2009, cuando la revista dejó de publicarse, y la serie se trasladó a Wings el 28 de julio del mismo año. La serie se publica con poca frecuencia. Sus capítulos se han recopilado en siete volúmenes wide-ban hasta el momento.
Se emitió una adaptación televisiva de la serie de anime de julio a septiembre de 2023. Una segunda temporada se emitió de octubre a diciembre de 2024. Se ha anunciado una tercera temporada.

## Sinopsis
Antes de convertirse en una gran mangaka, Hiromu Arakawa pasó siete años trabajando como agricultora en la granja lechera de su familia en Hokkaido. Trabajando todos los días, criando ganado y cultivando vegetales sin descanso.

## Contenido de la obra

### Manga
Hyakushō Kizoku es escrito e ilustrado por Hiromu Arakawa. Comenzó su serialización en la revista de manga Un Poco de Shinshokan el 28 de diciembre de 2006. Un Poco cesó su publicación con su número 17, lanzado el 28 de marzo de 2009, y la serie fue transferida a la revista de la editorial Wings el 28 de julio de 2009. La serie se publica de forma irregular. Shinshokan ha recopilado sus capítulos en volúmenes individuales wide-ban. El primer volumen fue lanzado el 8 de diciembre de 2009, y hasta el momento se han lanzado ocho volúmenes.
El manga fue publicado digitalmente en inglés por JManga en 2012.
| Volúmenes de manga publicados | Volúmenes de manga publicados | Volúmenes de manga publicados                            |
| Número                        | Fecha de lanzamiento          | ISBN                                                     |
| ----------------------------- | ----------------------------- | -------------------------------------------------------- |
| 1                             | 8 de diciembre de 2009        | ISBN 9784403670855                                       |
| 2                             | 25 de febrero de 2012         | ISBN 9784403671142                                       |
| 3                             | 25 de febrero de 2014         | ISBN 9784403671531                                       |
| 4                             | 25 de febrero de 2016         | ISBN 9784403671753                                       |
| 5                             | 25 de noviembre de 2017       | ISBN 9784403671777                                       |
| 6                             | 25 de noviembre de 2019       | ISBN 9784403671807 ISBN 9784403690044 (edición especial) |
| 7                             | 22 de octubre de 2021         | ISBN 9784403671838 ISBN 9784403690051(edición especial)  |
| 8                             | 20 de diciembre de 2023       | ISBN 9784403671890 ISBN 9784403690082(edición especial)  |

### Anime
En octubre de 2022, se anunció que la serie recibiría una adaptación al anime.
La serie es animada por Pie in the sky y dirigida y escrita por Yūtarō Sawada, con Aayne Matsumoto como diseñadora de personajes, directora de animación y animadora, Ari a cargo de los fondos y Minori Yamada acreditada por la animación final. La música está compuesta por Precious Tone. A la Unión Central de Cooperativas Agrícolas del Grupo Agrícola de Japón se le atribuye la supervisión de los aspectos agrícolas. El tema final será interpretado por FRAM.
Se estrenó en Tokyo MX y BS Asahi el 7 de julio de 2023.
Se anunció una segunda temporada el 18 de diciembre de 2023. Se emitió del 4 de octubre al 20 de diciembre de 2024. El tema final es "Chōaizoku", interpretado por Saneti.
Se anunció una tercera temporada en diciembre de 2024.
La serie ha sido transmitida por REMOW en el canal de YouTube It's Anime y en América Latina a través de Anime Onegai.

## Recepción
Hyakushō Kizoku fue una de las obras recomendadas por el jurado en el 16º Festival de artes mediáticas de Japón en 2012. La serie ocupó el puesto 42 en la lista de «Libro del año» de 2014 de la revista Da Vinci de Media Factory, donde participan críticos de libros profesionales, empleados de librerías y lectores de Da Vinci; ocupó el puesto 30 en la lista de 2016; y 36 en la lista de 2020.

## Otras lecturas
- «『百姓貴族』第4巻 荒川弘 【日刊マンガガイド】». Kono Manga ga Sugoi! (en japonés). Takarajimasha. 29 de marzo de 2016. Consultado el 6 de noviembre de 2022.
- «『百姓貴族』（荒川弘）ロングレビュー！　『ハガレン』『銀の匙』の作者が描く、本当はコワイ北海道（!?） 特濃酪農エッセイコミック!!». Kono Manga ga Sugoi! (en japonés). Takarajimasha. 15 de abril de 2016. Consultado el 6 de noviembre de 2022.